# Dolmen von Skabersjö

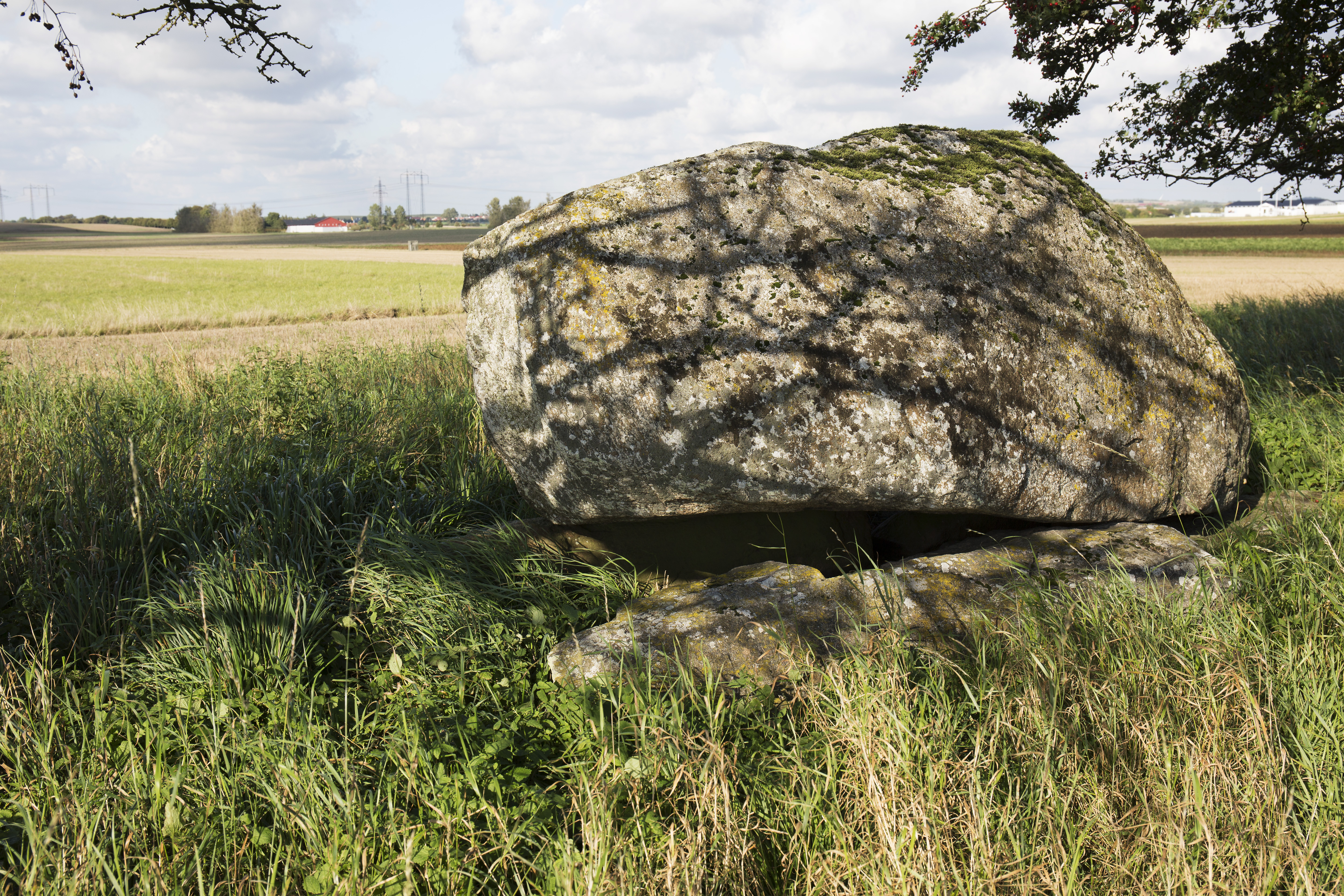
Dolmen von Skabersjö

Der Dolmen von Skabersjö (Nr. SK 49, RAÄ Skabersjö 3:1) ist ein Dolmen (schwedisch Dösen) vom Typ 1 (gemäß dt. Nomenklatur; ein allseits geschlossener Urdolmen) in Svedala, der in Schweden überwiegend in Schonen vorkommt. 
Der Dolmen ist einer der besterhaltenen Dolmen in Schweden, die zwischen 3500 und 2800 v. Chr. von den Trägern der Trichterbecherkultur (TBK) errichtet wurden. Die Kammer ist klein. Ihre Innenabmessungen betragen 2,8 × 0,6 m. Es ist vor allem eine relativ normale Breite für Kammern dieses Typs. Aber nicht die Kammer, sondern die etwa 56,0 m lange dreieckige Einfassung ist das Besondere an Skabersjö. Während die östliche Schmalseite 5 Meter breit ist, ist die westliche so schmal, dass von einer Trapezform nicht mehr gesprochen werden kann. Einfassungen dieser für die "kujawischen Gräber" in Polen typischen, für Schweden allerdings völlig untypischen Form legen den Schluss nahe, dass hierfür ein südlicher Einfluss und die Bautrupptheorie maßgeblich war. Die Mittelachse ist genau Ost-West orientiert. In Schweden blieben insgesamt etwa 100 Dolmen erhalten. 